# Florin Andone
Florin Andone (Botoșani, 11 de abril de 1993) é um futebolista profissional romeno que atua como atacante. Atualmente está no Atlético Baleares.

## Carreira
Andone começou a carreira no Castellón.

## Seleção
Florin Andone fez parte do elenco da Seleção Romena de Futebol da Eurocopa de 2016.